# José Estrada
Artikeln följer den spanska namnseden; faderns efternamn är Estrada och moderns efternamn González.
José Antonio Estrada González, född den 22 januari 1967 i Jovellanos, är en kubansk före detta basebollspelare som tog guld för Kuba vid olympiska sommarspelen 1992 i Barcelona, och som även tog guld vid olympiska sommarspelen 1996 i Atlanta.